# ویلیام هنری گلدنی بیکر
ویلیام هنری گلدنی بیکر (انگلیسی: William Baker؛ ۷ دسامبر ۱۸۸۸ – ۲۸ دسامبر ۱۹۶۴) فرد نظامی اهل بریتانیا بود. وی همچنین برندهٔ جوایزی همچون نشان حمام و نشان امپراتوری بریتانیا شده‌است.